# Польтро де Мере, Жан
Жан де Польтро́, сеньо́р де Мере́ (фр. Jean de Paultraut, seigneur de Méré; 1537 — 18 марта 1563, Париж, Франция) — французский дворянин из Ангумуа, гугенот, дальний родственник Ла Реноди, устроившего Амбуазский заговор в 1560 году. Вступил в армию Субиза в Лионе и использовался в качестве шпиона. Был завербован герцогом Франсуа де Гизом в качестве контршпиона.
По приказу адмирала Колиньи 18 февраля 1563 года во время осады Орлеана смертельно ранил герцога Франсуа де Гиза выстрелом в спину из аркебузы (герцог умер 24 февраля). Был арестован на следующий день, подвергнут пыткам и приговорён Парижским судом к четвертованию. Казнён на Гревской площади 18 марта 1563 года.